# Robert Sakowski

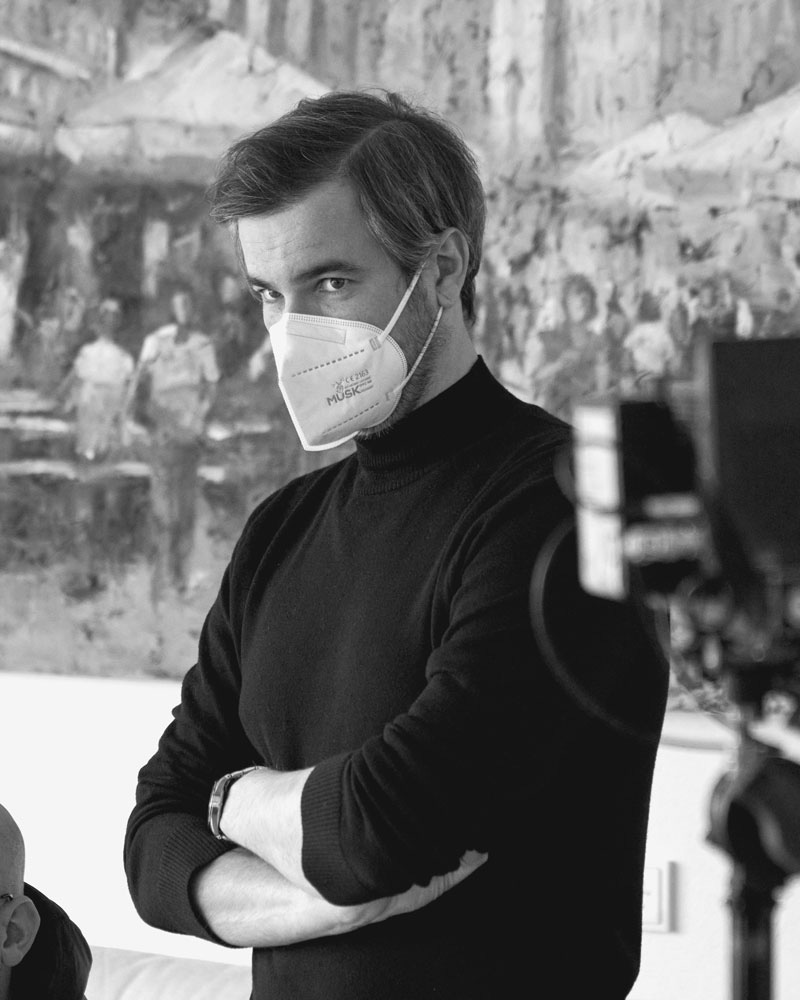
Robert Sakowski bei einer Fotoproduktion im Jahr 2021

Robert Sakowski (* 27. Oktober 1986 in Beuthen) ist ein deutscher Fotograf. 

## Leben
Robert Sakowski wurde 1986 im oberschlesischen Beuthen geboren und migrierte mit seiner Familie im Alter von zwei Jahren nach Neuötting in Süddeutschland. Nach der Schulzeit machte er eine Berufsausbildung zum Medizinischen Fachangestellten und besuchte anschließend die Berufsoberschule um die allgemeine Hochschulreife zu erlangen. Sakowski zog nach München, studierte Architektur an der Fachhochschule München und schloss das Studium mit einem Master of Arts Diplom ab. Nach seinem Studium wechselte Robert Sakowski für einige Jahre in die Werbeproduktion und arbeitete hauptberuflich als Retuscheur/Bildbearbeiter.
Während seinen Ausbildungen ging Robert Sakowski zahlreichen Nebentätigkeiten nach um seinen Lebensunterhalt zu verdienen. So arbeitete er unter anderem in einem Sexshop als Verkäufer, als Anzeigenverkäufer in einem Verlagshaus, als Pflegekraft in einem Altenheim, sowie in einem ambulanten Pflegedienst, als Host auf der GamesCom, als Werkstudent in einem Architekturbüro, als Fotomodell und als Komparse in Film ("Die drei Musketiere", "Zettl", "Vaterfreuden", "Mara und der Feuerbringer") und Fernsehproduktionen ("Aktenzeichen XY"), sowie in Musikvideos ("Katy Perry - Firework", "Lolita Jolie - La Première Fois") sowie als Fotograf.

## Fotografie
Durch seine Tätigkeit als Fotomodell und Komparse bekam Sakowski einen Blick hinter die Kulissen, was ihn im Jahr 2012 dazu bewegte die Seiten zu wechseln, um von nun an hinter der Kamera zu arbeiten. Schwerpunkt seiner Arbeiten bildet die Porträtfotografie. Er machte Porträts von Daniel Aminati, Rebecca Mir, Ariane Alter, Wolfgang M. Schmitt, Maximilian Mundt, Lea van Acken, Gina Stiebitz und vielen mehr.
Im Jahr 2019 veröffentlichte Robert Sakowski einen Charity-Kalender um auf sexualisierte Gewalt gegen Frauen aufmerksam zu machen. Abgebildet wurden Porträts prominenter Frauen.

## Ausstellungen
- 2023 youngster photographers VOL. 1 – Freiraum, München
- 2020 (Im)Possible Futures[4], Galerie Christoph Dürr
- 2017 90 Jahre Buchdruck in den Räumen Hübnerstr. 5 München[5], Galerie Christoph Dürr

## Veröffentlichungen
- (Im)Possible Futures Zeit für Freiheit. Verlag Christoph Dürr, München 2020, ISBN 978-3-923635-76-4
- Reparatur Anstiftung zum Denken und Machen. Hatje Cantz Verlag, Berlin 2018, ISBN 978-3-7757-4397-6
- Robert Sakowski 90 Jahre Buchdruck in den Räumen Hübnerstr. 5 München. Verlag Christoph Dürr, München 2017, ISBN 978-3-923635-69-9